# Маты (приток Ара)
Маты  (Кунтугушка) — река в России, протекает по Башкортостану. Устье реки находится в 18 км по правому берегу реки Ар. Длина реки составляет 12 км.
Протекает через населённые пункты Янтимирово, Новоуразаево, Кунтугушево. В деревне Кунтугушево принимает правый приток — реку Кщематы.

## Данные водного реестра
По данным государственного водного реестра России относится к Камскому бассейновому округу, водохозяйственный участок реки — Белая от города Бирск и до устья, речной подбассейн реки — Белая. Речной бассейн реки — Кама.
Код объекта в государственном водном реестре — 10010201612111100025896.